# Тексим
„Тексим“ е българско държавно предприятие, съществувало през 1960 – 1969 година.
Създадено е през 1960 година въз основа на съществуващия от 1952 година Инженерен отдел в Министерството на външната търговия, който е тясно свързан с Държавна сигурност и отговаря за вноса и износа на оръжие, редки метали и радиоактивни материали и свързаното с тях оборудване. Основна за дейността на „Тексим“ е регистрираната в Лихтенщайн фирма „Имекстраком“, чиято първоначална цел е прането на пари от контрабандата на българско оръжие за нуждите на Фронта за национално освобождение в Алжир, водещ по това време гражданска война срещу френската колониална администрация. След края на Алжирската война „Имекстраком“ продължава да извършва подобни сделки, част от т.нар. „скрит транзит“, натрупвайки значителни средства.
Мениджмънтът на „Тексим“, начело с офицера от разузнаването Георги Найденов, получава изключителна за плановата икономика свобода на действие, както и различни данъчни, кредитни и митнически привилегии. „Тексим“ използва натрупваните в „Имекстраком“ средства от износ на оръжие за инвестиции в различни проекти в страната, сред които оранжерии в Карабунар, самолети, кораби, вагони, камиони, лифт на Витоша, финансови и застрахователни предприятия, фабрики за безалкохолни напитки, боракс и фармацевтични продукти и други. През 1965 година получава статут на държавно стопанско обединение към Министерството на вътрешната търговия.
През 1965 година представители на „Тексим“ влизат в контакт с „Кока-Кола“ и с личното съгласие на диктатора Тодор Живков сключват договор за сътрудничество. Така България става първата страна, произвеждаща „Кока-Кола“ в Източния блок, където пропагандата често сочи напитката като символ на „американския империализъм“. Според някои интерпретации този ход е опит на Живков да търси неформални контакти със среди с влияние върху американското правителство.
През 1968 година става ядрото на Икономическа групировка „Български търговски флот“, в която са включени и други предприятия като „Балкантурист“. През следващата година предприятието е закрито, след като Найденов предизвиква съмнения за лоялността си в правителството. Част от ръководителите на „Тексим“ са съдени, а Найденов лежи няколко години в затвора.